# Brakteáta
A brakteáta vagy lemezpénz (latinul: bracteata) általában olyan érmék elnevezése, melyeknek csak az egyik oldalán van éremkép. Szűkebb értelemben így nevezik a népvándorlás-kori Észak-Európa egyoldalas aranyvereteit, illetve a kora középkori közép-európai egyoldalas ezüstvereteket. Ismeretesek továbbá hun eredetű és a hun megszállás alatti Indiából származó brakteáták is.

## Skandináv brakteáták

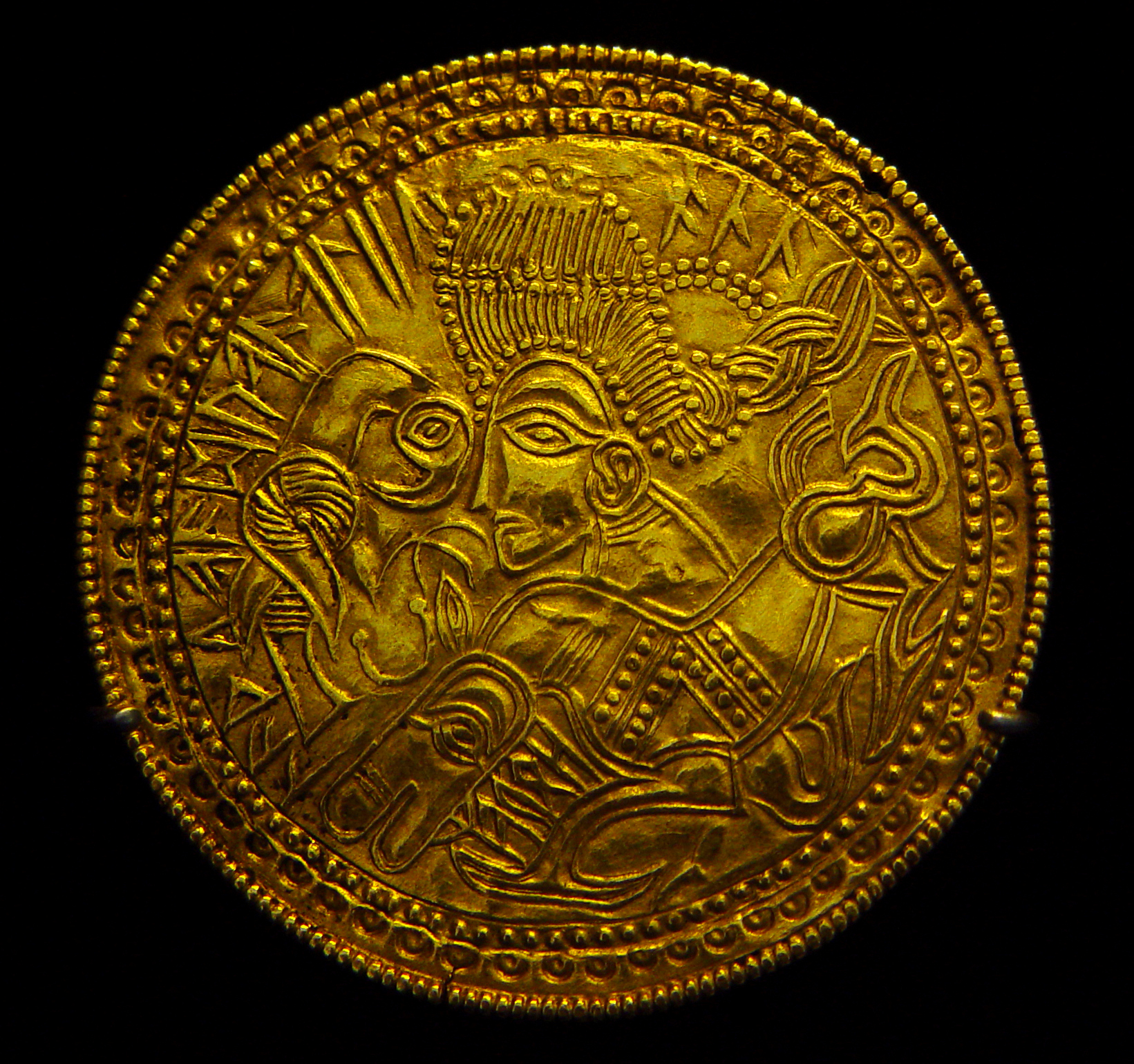
Rúnaírásos C-brakteáta a dániai Fyn szigetéről

A skandináv arany brakteáták az 5. és 6. században jelentek meg nagy tömegben. A késő római és bizánci pénzek, illetve portréérmek utánzataiból fejlődtek a helyi ikonográfiával (főként az óészaki mitológia jeleneteivel) és gyakran rúnákkal díszített medálokká. A mintát valamilyen ellenálló anyagba (például bronz vagy fa) vésték, majd erre préselték rá a vékony aranylapkát. Az így készült érmek általában egyoldalasak, a ritkán előforduló kétoldalas darabokat két egyoldalasból forrasztották össze. A lapka mérete általában meghaladta a mintául szolgáló szerszámét, mivel többségük díszes karimát kapott, majd foglalatot és akasztót erősítettek rájuk. Sok idegen pénzt is foglalattal és akasztóval láttak el, mely viselőjének  társadalmi szerepét fejezte ki. Az északra áramló római pénzeknek megváltozott a funkciója: míg esetlegesen (tömegre mérve) betölthették a pénz szerepét, ez a funkció vélhetőleg marginális maradt, erre utalnak a sírokban és rejtekhelyeken (tehát nem fizetőeszköz jelleggel) felhalmozott leletek.
Az ismert skandináv brakteáták száma 1200 körüli. Az első leleteket a 17. században fedezték fel. A 19. században hat (időnként hét) kategóriába sorolták a brakteátákat: medálutánzatok, A-, B-, C-, D-, E- (és F-)brakteáták. Bár megállapíthatók stíluskapcsolatok, nem állapítható meg egységes típusfejlődés. Az egyedi leletek nagy aránya miatt problémás a kormeghatározás is, ezt tovább bonyolítják a kincsleletek, melyekben gyakran sok típus keveredik. A legújabb elképzelések szerint a skandináv brakteáták egy rövid (két vagy három generációt jelentő) de aktív korszakból származnak, melyre nagyban átfedő stílusszakaszok jellemzők.

### Leletek
Mintegy 140 skandináv brakteátát találtak származási helyükön kívül. Többségük németországi lelet, de Magyarországon és Oroszországban is találtak brakteátákat. Nyugaton Nagy-Britanniából került elő sok brakteáta, keleten Gotland szigetét érdemes kiemelni.

### Tipológia
A skandináv brakteáták tipológiáját Christian Jürgensen Thomsen dán régész dolgozta ki 1855-ben, és Oscar Montelius svéd régész véglegesítette 1869-ben. A brakteátákat 6 (illetve 7), betűvel jelölt kategóriába sorolják.
- A-brakteáta. (kb. 87 darab) központi eleme egy emberi mellkép, antik érmék utánzataként. A többszörös karima jellemző.
- B-brakteáta. (kb. 88 darab) 1-3 álló, ülő vagy térdeplő emberalak
- C-brakteáta. (kb. 400 darab) egy férfifej (leginkább Wotannnal azonosítják) valamilyen négylábú állat fölött
- D-brakteáta. (kb. 336 darab) különféle állatok
- E-brakteáta. (kb. 280 darab) állati triszkelion egy kör alakú ábra alatt
- F-brakteáta. (kb. 14 darab) az előbbi alcsoportja, képzeletbeli állattal
- M-brakteáta vagy medálutánzat. (kb. 17 darab) római portréérem utánzata, férfi mellképével

## Középkori brakteáták
A keresztes hadjáratok megindulásával megnőtt az ezüstpénzek iránti igény. Habár új ezüstbányákat fedeztek fel, a pénzverdék még mindig ókori technológiával, kézi erővel dolgoztak, ezért alacsony volt a termelékenységük. Ennek fokozására kezdték meg a vékony lapkára készült egyoldalas veretek készítését, melyet aztán kézzel is ki lehetett nyírni az ezüstlemezből. Ezzel a módszerrel adott ezüstmennyiségből sokkal több pénzt lehetett verni. Az első ezüstbrakteáták 1130 körül jelentek meg Szászországban és Türingiában, és 1520-ig maradtak forgalomban. Az ezüstbrakteáták mérete 11–50 mm között változott, de leggyakrabban 20 mm körüliek és 1 grammosak voltak.

### Magyarországi veretek

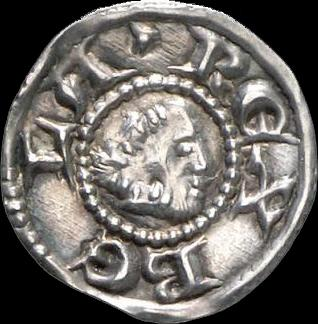
Brakteáta III. vagy IV. Béla idejéből

A magyar brakteátákat a legújabb nézet szerint III. Béla idején verték.

### Magyarul
- Numizmatik Kft. - Érmetörténelem
- Sulinet - Pénzverés a középkorban

### Németül
- Münzen Lexikon - Brakteaten (Brakteáták)